# Quemperven
Quemperven [kɛ̃pɛʁvɛ̃], est une commune du département des Côtes-d'Armor, dans la région Bretagne, en France.

## Géographie
| Lanmérin            | Lanmérin   | Langoat |
| Rospez              | Quemperven | Langoat |
| Caouënnec-Lanvézéac | Cavan      | Langoat |

### Hydrographie
Pour un article plus général, voir Réseau hydrographique des Côtes-d'Armor.
La commune est située dans le bassin Loire-Bretagne. Elle est drainée par le Guindy et le Stéren,,.
Le Guindy, d'une longueur de 43 km, prend sa source dans la commune de Louargat et se jette  dans le Jaudy à Tréguier, après avoir traversé 16 communes. 

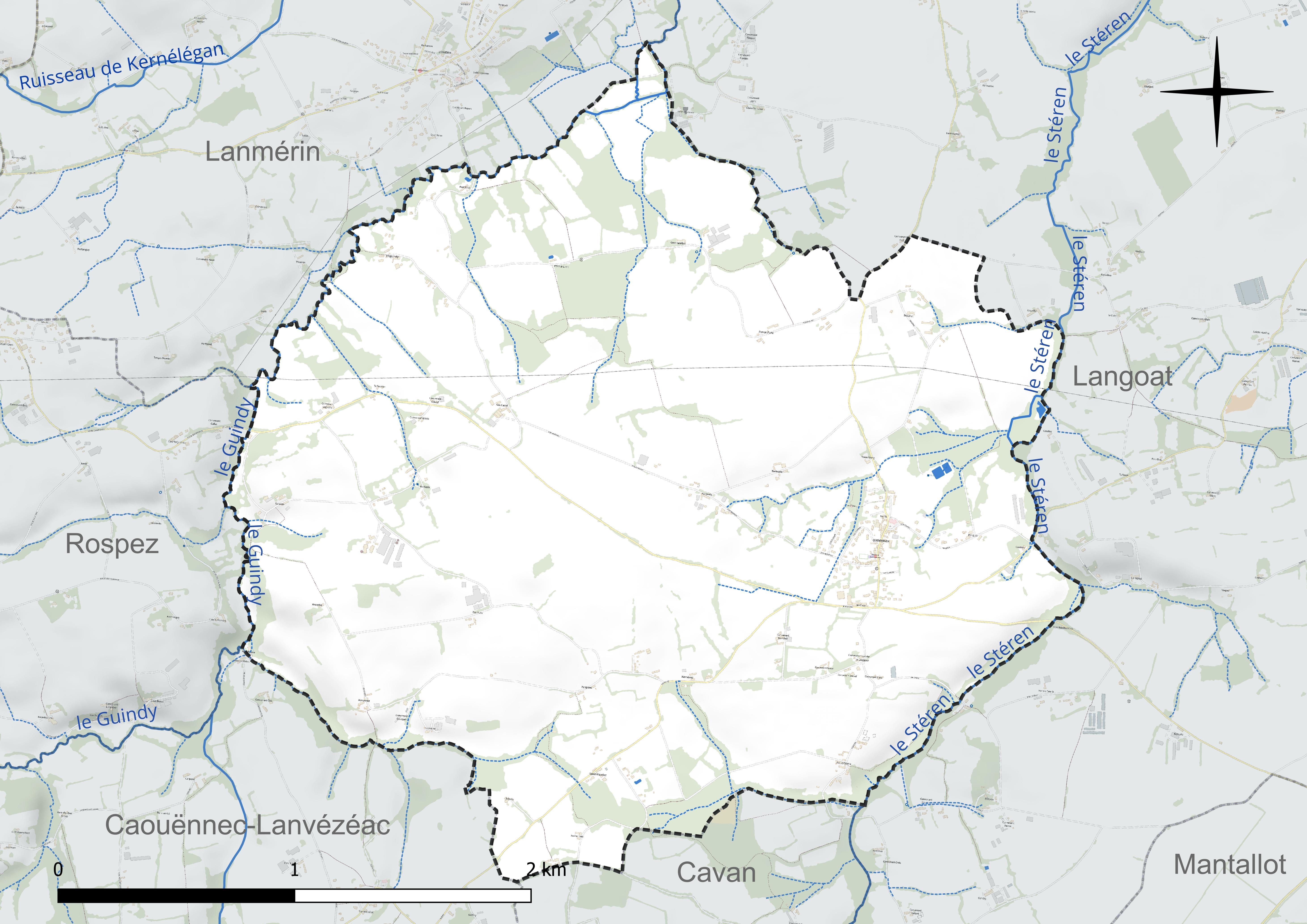
Réseau hydrographique de Quemperven.

### Climat
Pour des articles plus généraux, voir Climat de la Bretagne et Climat des Côtes-d'Armor.
En 2010, le climat de la commune est de type climat océanique franc, selon une étude du CNRS s'appuyant sur une série de données couvrant la période 1971-2000. En 2020, Météo-France publie une typologie des climats de la France métropolitaine dans laquelle la commune est exposée à un climat océanique et est dans la région climatique  Finistère nord, caractérisée par une pluviométrie élevée, des températures douces en hiver (6 °C), fraîches en été et des vents forts. Parallèlement l'observatoire de l'environnement en Bretagne publie en 2020 un zonage climatique de la région Bretagne, s'appuyant sur des données de Météo-France de 2009. La commune est, selon ce zonage, dans la zone « Intérieur  », exposée à un climat médian, à dominante océanique.  
Pour la période 1971-2000, la température annuelle moyenne est de 11,3 °C, avec  une amplitude thermique annuelle de 10 °C. Le cumul annuel moyen de précipitations est de 832 mm, avec 14,7 jours de précipitations en janvier et 7,2 jours en juillet. Pour la période 1991-2020, la température moyenne annuelle observée sur la station météorologique la plus proche, située sur la commune de La Roche-Jaudy à 5 km à vol d'oiseau, est de 11,8 °C et le cumul annuel moyen de précipitations est de 887,1 mm,. Pour l'avenir, les paramètres climatiques de la commune estimés pour 2050 selon différents scénarios d’émission de gaz à effet de serre sont consultables sur un site dédié publié par Météo-France en novembre 2022.

## Urbanisme

### Typologie
Au 1er janvier 2024, Quemperven est catégorisée commune rurale à habitat dispersé, selon la nouvelle grille communale de densité à 7 niveaux définie par l'Insee en 2022.
Elle est située hors unité urbaine. Par ailleurs la commune fait partie de l'aire d'attraction de Lannion, dont elle est une commune de la couronne,. Cette aire, qui regroupe 40 communes, est catégorisée dans les aires de 50 000 à moins de 200 000 habitants,.

### Occupation des sols
L'occupation des sols de la commune, telle qu'elle ressort de la base de données européenne d’occupation biophysique des sols Corine Land Cover (CLC), est marquée par l'importance des territoires agricoles (94,1 % en 2018), une proportion sensiblement équivalente à celle de 1990 (94 %). La répartition détaillée en 2018 est la suivante : 
terres arables (71,8 %), zones agricoles hétérogènes (22,3 %), zones urbanisées (3,3 %), forêts (2,6 %). L'évolution de l’occupation des sols de la commune et de ses infrastructures peut être observée sur les différentes représentations cartographiques du territoire : la carte de Cassini (XVIIIe siècle), la carte d'état-major (1820-1866) et les cartes ou photos aériennes de l'IGN pour la période actuelle (1950 à aujourd'hui).

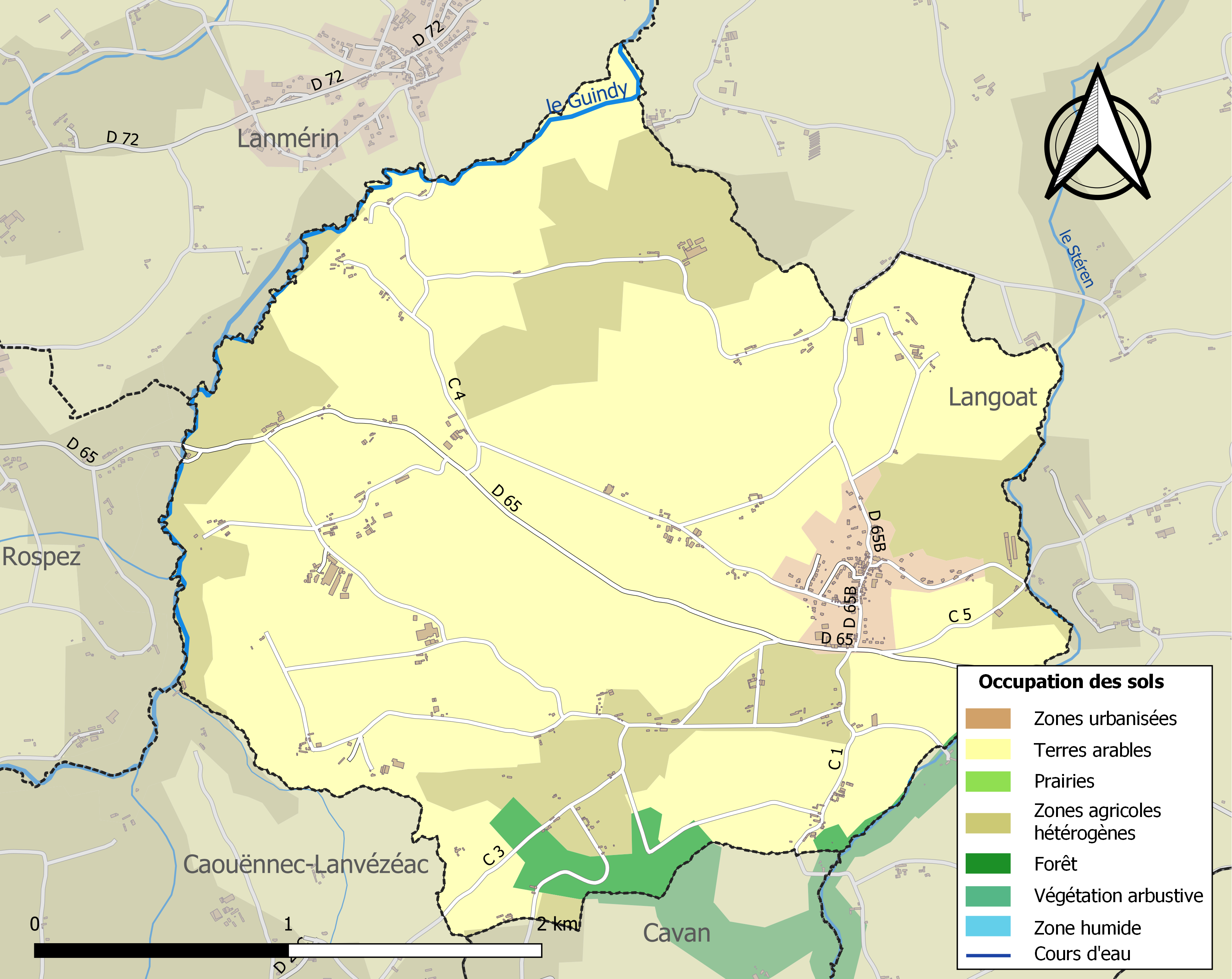
Carte des infrastructures et de l'occupation des sols de la commune en 2018 (CLC).

## Toponymie
Le nom de la localité est attesté sous les formes Kemperven vers 1330, Camperven fin XIVe siècle, Kamperven en 1426, Quemperguen en 1486 et Quemperven dès 1554.
Quemperven vient du latin « campus Hervei » (fief ou territoire de Saint-Hervé)[réf. nécessaire]. Saint Hervé aurait séjourné sur le territoire de Quemperven et y aurait fondé (lui ou l'un de ses disciples) un monastère au IXe siècle. La petite rivière qui passe près de l'emplacement de l’ancien monastère, est appelée Froudic (ruisseau) en 1576. Elle a dû s’appeler jadis Froud-Houarno (« rivière de Hervé »), puisque actuellement il y a, sur ce ruisseau, un pont nommé Pont-Roud-Houarno, mot qui semble n’être qu’une corruption de Pont-Froud-Houarno (« Pont sur la rivière de Saint-Hervé »).

## Histoire

### LeXXesiècle

#### Les guerres duXXesiècle
Le monument aux morts porte les noms des 48 soldats morts pour la Patrie :
- 41 sont morts durant la Première Guerre mondiale ;
- 4 sont morts durant la Seconde Guerre mondiale ;
- 1 est mort durant la guerre d'Algérie ;
- 2 sont morts durant la guerre d'Indochine.

## Politique et administration

### Liste des maires
| Période                                  | Période              | Identité                   | Étiquette | Qualité                                                                                 |
| ---------------------------------------- | -------------------- | -------------------------- | --------- | --------------------------------------------------------------------------------------- |
| Les données manquantes sont à compléter. |                      |                            |           |                                                                                         |
|                                          | 1955                 | M. Cozannet                |           |                                                                                         |
| juillet 1955                             | octobre 1972 (décès) | Marcel Guyomar (1911-1972) |           |                                                                                         |
| novembre 1972                            | juin 1995            | Roger Jouanny (1925-2008)  |           | Boulanger, maire honoraire Premier adjoint au maire (1959 → 1972)                       |
| juin 1995                                | 24 mars 2001         | Jean Trémel (1934-2005)    |           | Exploitant agricole retraité Adjoint au maire (1977 → 1995)                             |
| 24 mars 2001                             | 27 mai 2020          | Philippe Weisse            | PS        | Cadre de la fonction publique 2e vice-président de la CC du Centre Trégor (2001 → 2008) |
| 27 mai 2020                              | En cours             | Laurent Rannou             | SE        | Agriculteur                                                                             |

## Démographie
L'évolution du nombre d'habitants est connue à travers les recensements de la population effectués dans la commune depuis 1793. Pour les communes de moins de 10 000 habitants, une enquête de recensement portant sur toute la population est réalisée tous les cinq ans, les populations de référence des années intermédiaires étant quant à elles estimées par interpolation ou extrapolation. Pour la commune, le premier recensement exhaustif entrant dans le cadre du nouveau dispositif a été réalisé en 2006.

En 2022, la commune comptait 416 habitants, en évolution de +8,9 % par rapport à 2016 (Côtes-d'Armor : +1,78 %, France hors Mayotte : +2,11 %).
| 1793 | 1800 | 1806 | 1821 | 1831 | 1836 | 1841 | 1846 | 1851 |
| ---- | ---- | ---- | ---- | ---- | ---- | ---- | ---- | ---- |
| 797  | 738  | 752  | 751  | 875  | 889  | 909  | 944  | 950  |

| 1856 | 1861 | 1866 | 1872 | 1876 | 1881 | 1886 | 1891 | 1896 |
| ---- | ---- | ---- | ---- | ---- | ---- | ---- | ---- | ---- |
| 966  | 968  | 941  | 901  | 885  | 817  | 803  | 765  | 733  |

| 1901 | 1906 | 1911 | 1921 | 1926 | 1931 | 1936 | 1946 | 1954 |
| ---- | ---- | ---- | ---- | ---- | ---- | ---- | ---- | ---- |
| 687  | 715  | 665  | 556  | 560  | 530  | 533  | 471  | 434  |

| 1962 | 1968 | 1975 | 1982 | 1990 | 1999 | 2006 | 2011 | 2016 |
| ---- | ---- | ---- | ---- | ---- | ---- | ---- | ---- | ---- |
| 394  | 407  | 324  | 340  | 350  | 357  | 366  | 396  | 382  |

| 2021 | 2022 | - | - | - | - | - | - | - |
| ---- | ---- | - | - | - | - | - | - | - |
| 404  | 416  | - | - | - | - | - | - | - |

## Lieux et monuments
- Église Saint-Hervé et son placître, inscrits aux monuments historiques depuis 1964[26].
- Chapelle Notre-Dame-du-Bois
- Dans le cimetière, tombeau de Dom Maudez-René le Cozannet (1666-1720), mort en odeur de Sainteté auquel on attribue un grand nombre de guérisons.